# Polypodium mantoniae
Polypodium mantoniae är en stensöteväxtart som först beskrevs av Schidlay, och fick sitt nu gällande namn av Shivas. Polypodium mantoniae ingår i släktet Polypodium och familjen Polypodiaceae. Inga underarter finns listade.